# PEC Zwolle in het seizoen 2017/18 (mannen)
Het seizoen 2017/2018 was het 107e jaar in het bestaan van de Zwolse voetbalclub PEC Zwolle. De ploeg kwam uit in de Eredivisie en eindigde op een negende plaats. In het toernooi om de KNVB beker werd uiteindelijk in de kwartfinale verloren van de latere finalist AZ. Voor het eerst stond John van 't Schip als hoofdtrainer voor de groep. Hij nam de taken over van Ron Jans, die na vier seizoenen afscheid nam van de club.

## Wedstrijdstatistieken

### Oefenduels
| Datum + plaats              | Wedstrijd                       | Uitslag       | Scoreverloop |
| --------------------------- | ------------------------------- | ------------- | --- |
| 1 juli 2017 Genemuiden      | SC Genemuiden – PEC Zwolle      | 0 – 3 (0 – 1) | 27' onbekend (e.d.) 0–1, 50' Erik Israelsson 0–2, 72' Erik Israelsson 0–3 |
| 4 juli 2017 Hoogeveen       | HZVV – PEC Zwolle               | 0 – 3 (0 – 3) | 23' Mark Bruintjes 0–1, 27' Stefan Nijland 0–2, 40' Erik Israelsson 0–3 |
| 8 juli 2017 Dalfsen         | SV Dalfsen – PEC Zwolle         | 0 – 8 (0 – 6) | 11' Kingsley Ehizibue 0–1, 22' Younes Namli 0–2, 24' Erik Israelsson 0–3, 34' Mustafa Saymak 0–4, 39' Piotr Parzyszek 0–5, 42' Youness Mokhtar 0–6, 79' Ted van de Pavert 0–7, 88' Ted van de Pavert 0–8 |
| 11 juli 2017 Harderwijk     | VVOG – PEC Zwolle               | 0 – 0         | |
| 14 juli 2017 Wijthmen       | PEC Zwolle – FC Emmen           | 3 – 0 (2 – 0) | 12' Bram van Polen (p) 1–0, 36' Piotr Parzyszek 2–0, 73' Adham El Idrissi 3–0 |
| 18 juli 2017 Zwolle         | PEC Zwolle – Almere City FC     | 3 – 0 (3 – 0) | 7' Piotr Parzyszek 1–0, 41' Piotr Parzyszek 2–0, 45+1' Youness Mokhtar 3–0 |
| 21 juli 2017 Hattem         | PEC Zwolle – Gençlerbirliği SK  | 2 – 0 (2 – 0) | 35' Erik Bakker (p) 1–0, 43' Youness Mokhtar 2–0 |
| 28 juli 2017 Volendam       | FC Volendam – PEC Zwolle        | 2 – 2 (2 – 1) | 13' Mustafa Saymak 0–1, 39' Nick Runderkamp 1–1, 45+1' Nick Runderkamp 2–1, 77' Piotr Parzyszek 2–2 |
| 5 augustus 2017 Zwolle      | PEC Zwolle – SC Cambuur         | 4 – 0 (3 – 0) | 8' Ryan Thomas 1–0, 19' Youness Mokhtar 2–0, 31' Piotr Parzyszek 3–0, 63' Youness Mokhtar 4–0 |
| 30 augustus 2017 Heerenveen | sc Heerenveen – PEC Zwolle      | 2 – 0 (1 – 0) | 22' Henk Veerman 1–0, 55' Henk Veerman 2–0 |
| 4 oktober 2017 Arnhem       | SBV Vitesse – PEC Zwolle        | 1 – 0 (0 – 0) | 85' Thomas Oude Kotte 1–0 |
|                             |                                 |               | |
| 12 januari 2018 Zwolle      | PEC Zwolle – Sportfreunde Lotte | 5 – 1 (3 – 0) | 1' Chris Reher (e.d.) 1–0, 17' Terell Ondaan 2–0, 31' Mustafa Saymak 3–0, 47' Kingsley Ehizibue 4–0, 68' Kevin Freiberger 4–1, 70' Ruben Ligeon 5–1                                                      |
| 22 maart 2018 Zwolle        | PEC Zwolle – Heracles Almelo    | 3 – 1 (0 – 1) | 41' Vincent Vermeij 0–1, 50' Terell Ondaan 1–1, 70' Isaac Christie-Davies 2–1, 84' Terell Ondaan 3–1, |

### Eredivisie
| 1e speelronde | PEC Zwolle | 4 – 2 (1 – 1)    | Roda JC Kerkrade | Opstelling PEC Zwolle: |
| 13 augustus 2017 Aanvangstijd: 12:30 uur Plaats: Zwolle MAC³PARK stadion Toeschouwers: 13.000 Scheidsrechter: Bas Nijhuis                  | Dirk Marcellis 45+1' Adil Auassar 53' (e.d.) Mustafa Saymak 66' Bram van Polen 74'                                                   | Wedstrijdverslag | 22', 62' (pen.) 79' Simon Gustafson                                                                                    | Boer, Ehizibue, Marcellis, Sandler, Van Polen , Saymak ( 90+1' Erik Israelsson), Bakker ( 90+1' Reijnders), Thomas, Namli, Parzyszek ( 76' Nijland), Mokhtar |
| 2e speelronde | Sparta Rotterdam | 1 – 1 (1 – 1)    | PEC Zwolle | Opstelling PEC Zwolle: |
| 20 augustus 2017 Aanvangstijd: 16:45 uur Plaats: Rotterdam Het Kasteel Toeschouwers: 10.012 Scheidsrechter: Allard Lindhout                | Robert Mühren 23' 61' George Dobson 30' Sherel Floranus 45' Kenneth Dougall 67'                                                      | Wedstrijdverslag | 13' 58' Youness Mokhtar 24' Erik Bakker 87' Dico Koppers                                                               | Boer, Ehizibue, Marcellis, Sandler, Van Polen , Saymak ( 85' Erik Israelsson), Bakker, Thomas, Namli ( 90+1' Koppers), Parzyszek ( 68' Nijland), Mokhtar     |
| 3e speelronde | PEC Zwolle | 2 – 0 (1 – 0)    | FC Twente | Opstelling PEC Zwolle: |
| 26 augustus 2017 Aanvangstijd: 19:45 uur Plaats: Zwolle MAC³PARK stadion Toeschouwers: 12.800 Scheidsrechter: Ed Janssen                   | Youness Mokhtar 33' Bram van Polen 71' 78' (pen.) Stefan Nijland 90+1'                                                               | Wedstrijdverslag | 24' Jelle van der Heyden 77' Dejan Trajkovski 84' Stefan Thesker                                                       | Boer, Ehizibue, Marcellis, Sandler, Van Polen , Bakker, Saymak, Thomas, Namli ( 71' Koppers), Parzyszek ( 79' Nijland), Mokhtar ( 87' Dekker)                |
| 4e speelronde | AFC Ajax | 3 – 0 (1 – 0)    | PEC Zwolle | Opstelling PEC Zwolle: |
| 9 september 2017 Aanvangstijd: 20:45 uur Plaats: Amsterdam Amsterdam ArenA Toeschouwers: 50.902 Scheidsrechter: Serdar Gözübüyük           | Klaas-Jan Huntelaar 6', 88' Hakim Ziyech 71' Joël Veltman 72' Donny van de Beek 76'                                                  | Wedstrijdverslag | 90' Erik Bakker | Boer, Ehizibue, Marcellis, Sandler, Van Polen , Bakker, Saymak ( 77' Israelsson), Thomas, Namli, Parzyszek ( 67' Nijland), Mokhtar ( 67' Ondaan)             |
| 5e speelronde | PEC Zwolle | 2 – 1 (1 – 0)    | Heracles Almelo | Opstelling PEC Zwolle: |
| 16 september 2017 Aanvangstijd: 20:45 uur Plaats: Zwolle MAC³PARK stadion Toeschouwers: 12.500 Scheidsrechter: Jeroen Manschot             | Youness Mokhtar 4', 85' 90+3' Philippe Sandler 17' Dirk Marcellis 41' Rick Dekker 77' Stefan Nijland 90+4'                           | Wedstrijdverslag | 26' Paul Gladon 39' Bart van Hintum 78' Jamiro Monteiro 80' Brahim Darri                                               | Boer, Ehizibue, Marcellis, Sandler, Van Polen , Bakker ( 77' Dekker), Saymak, Thomas, Namli ( 79' Ondaan), Parzyszek ( 59' Nijland), Mokhtar                 |
| 6e speelronde | VVV-Venlo | 1 – 1 (0 – 1)    | PEC Zwolle | Opstelling PEC Zwolle: |
| 24 september 2017 Aanvangstijd: 14:30 uur Plaats: Venlo De Koel Toeschouwers: 6.621 Scheidsrechter: Bas Nijhuis                            | Clint Leemans 69' 90+4' Danny Post 89'                                                                                               | Wedstrijdverslag | 20' Kingsley Ehizibue 68' Dirk Marcellis                                                                               | Boer, Ehizibue, Marcellis, Freire, Van Polen , Bakker, Saymak ( 84' Israelsson), Thomas, Marinus ( 57' Ondaan), Parzyszek ( 57' Nijland), Mokhtar            |
| 7e speelronde | PEC Zwolle | 3 – 2 (1 – 1)    | FC Groningen | Opstelling PEC Zwolle: |
| 30 september 2017 Aanvangstijd: 19:45 uur Plaats: Zwolle MAC³PARK stadion Toeschouwers: 13.160 Scheidsrechter: Pol van Boekel              | Stefan Nijland 19' Bram van Polen 50' Diederik Boer 55' Ryan Thomas 60' Younes Namli 84' Kingsley Ehizibue 84' Youness Mokhtar 90+3' | Wedstrijdverslag | 15' Ritsu Doan 54' 87' Tom van Weert 84' Oussama Idrissi                                                               | Boer, Ehizibue, Marcellis, Freire, Van Polen , Bakker ( 60' Dekker), Saymak ( 90+2' Parzyszek), Thomas, Namli, Nijland ( 70' Ondaan), Mokhtar                |
| 8e speelronde | Feyenoord | 0 – 0            | PEC Zwolle | Opstelling PEC Zwolle: |
| 14 oktober 2017 Aanvangstijd: 20:45 uur Plaats: Rotterdam De Kuip Toeschouwers: 47.500 Scheidsrechter: Dennis Higler                       | Sofyan Amrabat 17' Steven Berghuis 90+6'                                                                                             | Wedstrijdverslag | 22' Kingsley Ehizibue 32' Youness Mokhtar 41' Stefan Nijland                                                           | Boer, Ehizibue, Marcellis, Freire, Van Polen , Dekker ( 72' Bakker), Saymak, Thomas, Namli ( 83' Marinus), Nijland, Mokhtar ( 58' Ondaan)                    |
| 9e speelronde | NAC Breda | 0 – 2 (0 – 1)    | PEC Zwolle | Opstelling PEC Zwolle: |
| 21 oktober 2017 Aanvangstijd: 18:30 uur Plaats: Breda Rat Verlegh Stadion Toeschouwers: 18.423 Scheidsrechter: Martin van den Kerkhof      | Menno Koch 56' Manuel García 88' | Wedstrijdverslag | 45' Nicolás Freire 45+3' (pen.) Bram van Polen 48' Ryan Thomas 82' Mustafa Saymak                                      | Boer, Ehizibue, Marcellis, Freire ( 46' Sandler), Van Polen , Dekker, Saymak, Thomas, Namli ( 90' Marinus), Parzyszek ( 75' Ondaan), Mokhtar                 |
| 10e speelronde | PEC Zwolle | 2 – 0 (2 – 0)    | ADO Den Haag | Opstelling PEC Zwolle: |
| 28 oktober 2017 Aanvangstijd: 20:45 uur Plaats: Zwolle MAC³PARK stadion Toeschouwers: 13.030 Scheidsrechter: Edwin van de Graaf            | Piotr Parzyszek 7' Younes Namli 11'                                                                                                  | Wedstrijdverslag | 31' Thomas Meißner 40' Donny Gorter 84' Lex Immers                                                                     | Boer, Ehizibue, Marcellis ( 65' Freire), Sandler, Van Polen , Dekker, Saymak, Thomas, Namli, Parzyszek ( 86' Israelsson), Mokhtar ( 39' Ondaan)              |
| 11e speelronde | SBV Vitesse | 0 – 0            | PEC Zwolle | Opstelling PEC Zwolle: |
| 5 november 2017 Aanvangstijd: 14:30 uur Plaats: Arnhem GelreDome Toeschouwers: 15.417 Scheidsrechter: Danny Makkelie                       | | Wedstrijdverslag | | Boer, Ehizibue, Marcellis, Sandler, Van Polen , Dekker, Saymak, Thomas, Namli, Israelsson ( 84' Nijland), Ondaan ( 80' Karagounis)                           |
| 12e speelronde | PEC Zwolle | 0 – 1 (0 – 0)    | PSV | Opstelling PEC Zwolle: |
| 19 november 2017 Aanvangstijd: 14:30 uur Plaats: Zwolle MAC³PARK stadion Toeschouwers: 13.250 Scheidsrechter: Björn Kuipers                | Bram van Polen 21' | Wedstrijdverslag | 13' Jorrit Hendrix 61' Marco van Ginkel 64' Derrick Luckassen 90+3' Nicolas Isimat-Mirin                               | Boer, Ehizibue, Marcellis, Sandler ( 79' Freire), Van Polen , Dekker, Saymak, Thomas, Namli, Israelsson ( 79' Nijland), Mokhtar ( 90+1' Ondaan)              |
| 13e speelronde | sc Heerenveen | 1 – 2 (1 – 1)    | PEC Zwolle | Opstelling PEC Zwolle: |
| 25 november 2017 Aanvangstijd: 20:45 uur Plaats: Heerenveen Abe Lenstra Stadion Toeschouwers: 20.832 Scheidsrechter: Serdar Gözübüyük      | Michel Vlap 13' 21' Stijn Schaars 45' Kik Pierie 84'                                                                                 | Wedstrijdverslag | 23' Kingsley Ehizibue 43' Nicolás Freire 49' Mustafa Saymak 65' Mustafa Saymak 89' Ryan Thomas                         | Boer, Ehizibue, Marcellis, Freire, Van Polen , Dekker, Saymak ( 84' Bakker), Thomas, Namli ( 90+4' Ondaan), Nijland ( 90' Marinus), Mokhtar                  |
| 14e speelronde | PEC Zwolle | 1 – 1 (0 – 1)    | FC Utrecht | Opstelling PEC Zwolle: |
| 1 december 2017 Aanvangstijd: 20:00 uur Plaats: Zwolle MAC³PARK stadion Toeschouwers: 13.250 Scheidsrechter: Ed Janssen                    | Dirk Marcellis 12' Mustafa Saymak 83'                                                                                                | Wedstrijdverslag | 16' Urby Emanuelson 33' 56' Sander van de Streek                                                                       | Boer, Ehizibue, Marcellis, Freire ( 62' Bakker), Van Polen , Dekker, Saymak, Thomas, Namli ( 81' Parzyszek), Nijland ( 61' Ondaan), Mokhtar                  |
| 15e speelronde | SBV Excelsior | 1 – 2 (0 – 0)    | PEC Zwolle | Opstelling PEC Zwolle: |
| 9 december 2017 Aanvangstijd: 19:45 uur Plaats: Rotterdam Stadion Woudestein Toeschouwers: 4.069 Scheidsrechter: Jeroen Manschot           | Jeffry Fortes 26' Mike van Duinen 32' 48' (pen.) Stanley Elbers 64', 83' Ryan Koolwijk 90+5'                                         | Wedstrijdverslag | 49' Mustafa Saymak 65' Younes Namli                                                                                    | Boer, Ehizibue, Marcellis, Dekker, Van Polen , Bakker, Saymak, Thomas, Namli ( 89' Marinus), Ondaan ( 87' Israelsson), Mokhtar ( 90+4' Woudstra)             |
| 16e speelronde | PEC Zwolle | 1 – 1 (1 – 1)    | AZ | Opstelling PEC Zwolle: |
| 12 december 2017 Aanvangstijd: 20:45 uur Plaats: Zwolle MAC³PARK stadion Toeschouwers: 12.875 Scheidsrechter: Dennis Higler                | Dirk Marcellis 18' Terell Ondaan 32' Bram van Polen 88' (pen.) Mustafa Saymak 89'                                                    | Wedstrijdverslag | 34' Alireza Jahanbakhsh 50' Guus Til 78' Stijn Wuytens 83' Fredrik Midtsjø 86' Pantelis Hatzidiakos 89' Mats Seuntjens | Boer, Ehizibue, Marcellis, Dekker, Van Polen , Bakker ( 86' Marinus), Saymak, Thomas, Namli, Ondaan ( 90' Parzyszek), Mokhtar                                |
| 17e speelronde | Willem II | 2 – 3 (2 – 1)    | PEC Zwolle | Opstelling PEC Zwolle: |
| 16 december 2017 Aanvangstijd: 18:30 uur Plaats: Tilburg Koning Willem II Stadion Toeschouwers: 12.900 Scheidsrechter: Reinold Wiedemeijer | Fran Sol 10' Konstantinos Tsimikas 30' Ben Rienstra 36' Mattijs Branderhorst 39' Ismail Azzaoui 56'                                  | Wedstrijdverslag | 20' Dirk Marcellis 40' (pen.) Erik Bakker 59', 85' Mustafa Saymak 88' Youness Mokhtar                                  | Boer, Ehizibue ( 83' Woudstra), Dekker, Marcellis, Van Polen , Bakker, Saymak, Thomas, Namli, Ondaan ( 75' Parzyszek), Mokhtar ( 89' Marinus)                |
| 18e speelronde | ADO Den Haag | 4 – 0 (2 – 0)    | PEC Zwolle | Opstelling PEC Zwolle: |
| 22 december 2017 Aanvangstijd: 20:00 uur Plaats: Den Haag Cars Jeans Stadion Toeschouwers: 11.107 Scheidsrechter: Kevin Blom               | Erik Falkenburg 23', 52' Bjørn Johnsen 44', 62'                                                                                      | Wedstrijdverslag | 15' Bram van Polen 45' Rick Dekker 82' Stefan Nijland                                                                  | Boer, Ehizibue, Van Looy, Van Polen , Bruintjes ( 73' Woudstra), Dekker, Marinus ( 73' Benschop), Bakker, Namli, Israelsson ( 46' Nijland), Ondaan           |
| 19e speelronde | PEC Zwolle | 1 – 0 (1 – 0)    | NAC Breda | Opstelling PEC Zwolle: |
| 20 januari 2018 Aanvangstijd: 19:45 uur Plaats: Zwolle MAC³PARK stadion Toeschouwers: 13.120 Scheidsrechter: Jochem Kamphuis               | Youness Mokhtar 2' Philippe Sandler 78'                                                                                              | Wedstrijdverslag | 90+2' Paolo Fernandes                                                                                                  | Boer, Ehizibue, Marcellis, Sandler, Van Polen , Dekker, Saymak ( 90+2' Bakker), Thomas, Namli ( 90+1' Marinus), Ondaan ( 79' Nijland), Mokhtar               |
| 20e speelronde | PEC Zwolle | 1 – 2 (0 – 1)    | SBV Vitesse | Opstelling PEC Zwolle: |
| 27 januari 2018 Aanvangstijd: 19:45 uur Plaats: Zwolle MAC³PARK stadion Toeschouwers: 13.115 Scheidsrechter: Siemen Mulder                 | Younes Namli 58' Kingsley Ehizibue 79'                                                                                               | Wedstrijdverslag | 29' Bryan Linssen 75' Mason Mount                                                                                      | Boer , Ehizibue, Marcellis, Sandler, Ligeon ( 40' Freire), Dekker, Saymak ( 83' Parzyszek), Thomas, Namli, Ondaan ( 63' Nijland), Mokhtar                    |
| 21e speelronde | PSV | 4 – 0 (1 – 0)    | PEC Zwolle | Opstelling PEC Zwolle: |
| 3 februari 2018 Aanvangstijd: 19:45 uur Plaats: Eindhoven Philips Stadion Toeschouwers: 32.800 Scheidsrechter: Serdar Gözübüyük            | Marco van Ginkel 20' Luuk de Jong 45+3', 65', 72' Joshua Brenet 78'                                                                  | Wedstrijdverslag | 39' Nicolás Freire 42' Mickey van der Hart                                                                             | Van der Hart, Ehizibue, Marcellis , Sandler, Freire, Dekker ( 30' Ondaan ( 43' Hauptmeijer)), Bakker, Marinus ( 73' Menig), Namli, Nijland, Mokhtar          |
| 22e speelronde | PEC Zwolle | 3 – 2 (2 – 0)    | sc Heerenveen | Opstelling PEC Zwolle: |
| 6 februari 2018 Aanvangstijd: 20:45 uur Plaats: Zwolle MAC³PARK stadion Toeschouwers: 12.920 Scheidsrechter: Pol van Boekel                | Wouter Marinus 23' Younes Namli 28' Rick Dekker 35' Mustafa Saymak 78'                                                               | Wedstrijdverslag | 53' Davy Bulthuis 69' 85' Denzel Dumfries 80' Reza Ghoochannejhad                                                      | Boer , Ehizibue, Marcellis, Sandler, Freire, Thomas, Saymak ( 90' Bakker), Dekker, Namli, Marinus 73' Menig), Mokhtar                                        |
| 23e speelronde | FC Utrecht | 2 – 1 (2 – 0)    | PEC Zwolle | Opstelling PEC Zwolle: |
| 10 februari 2018 Aanvangstijd: 18:30 uur Plaats: Utrecht Stadion Galgenwaard Toeschouwers: 17.301 Scheidsrechter: Reinold Wiedemeijer      | Rico Strieder 12' Gyrano Kerk 17' Zakaria Labyad 23' 37'                                                                             | Wedstrijdverslag | 27' Wouter Marinus 89' Younes Namli 90+3' (pen.) Mustafa Saymak                                                        | Boer , Ehizibue, Marcellis, Sandler, Freire, Thomas, Dekker ( 80' Parzyszek), Saymak, Namli, Marinus 64' Menig), Mokhtar ( 84' Ondaan)                       |
| 24e speelronde | PEC Zwolle | 0 – 1 (0 – 0)    | AFC Ajax | Opstelling PEC Zwolle: |
| 18 februari 2018 Aanvangstijd: 16:45 uur Plaats: Zwolle MAC³PARK stadion Toeschouwers: 13.250 Scheidsrechter: Kevin Blom                   | Philippe Sandler 82' | Wedstrijdverslag | 54' Klaas-Jan Huntelaar 68' Nicolás Tagliafico                                                                         | Boer, Ehizibue, Marcellis ( 46' Freire), Sandler, Van Polen , Dekker ( 73' Ondaan), Thomas, Saymak, Namli, Marinus ( 62' Menig), Mokhtar                     |
| 25e speelronde | Heracles Almelo | 2 – 1 (1 – 0)    | PEC Zwolle | Opstelling PEC Zwolle: |
| 24 februari 2018 Aanvangstijd: 19:45 uur Plaats: Almelo Polman Stadion Toeschouwers: 9.031 Scheidsrechter: Bas Nijhuis                     | Kristoffer Peterson 42' Vincent Vermeij 62'                                                                                          | Wedstrijdverslag | 49' Piotr Parzyszek | Boer, Ehizibue ( 79' Ondaan), Freire ( 73' Ligeon), Sandler, Van Polen , Dekker, Saymak, Thomas, Namli, Parzyszek, Mokhtar ( 82' Menig)                      |
| 26e speelronde | PEC Zwolle | 1 – 1 (0 – 0)    | VVV-Venlo | Opstelling PEC Zwolle: |
| 4 maart 2018 Aanvangstijd: 12:30 uur Plaats: Zwolle MAC³PARK stadion Toeschouwers: 12.985 Scheidsrechter: Jeroen Manschot                  | Kingsley Ehizibue 35' Rick Dekker 67' Mustafa Saymak 73' Youness Mokhtar 87'                                                         | Wedstrijdverslag | 59' Jerold Promes 62' Danny Post 68' 83' Vito van Crooij 76' Moreno Rutten                                             | Boer, Ehizibue, Dekker, Sandler, Van Polen , Bakker, Thomas, Saymak, Namli, Parzyszek ( 84' Menig), Mokhtar ( 90' Ondaan)                                    |
| 27e speelronde | FC Groningen | 2 – 0 (1 – 0)    | PEC Zwolle | Opstelling PEC Zwolle: |
| 11 maart 2018 Aanvangstijd: 12:30 uur Plaats: Groningen Euroborg Toeschouwers: 17.896 Scheidsrechter: Allard Lindhout                      | Ryan Thomas 25' (e.d.) Django Warmerdam 31' Ajdin Hrustić 90'                                                                        | Wedstrijdverslag | 28' Erik Bakker 74' Bram van Polen 90+4' Sepp van den Berg                                                             | Boer, Ligeon ( 88' Parzyszek), Dekker, Sandler, Van Polen , Bakker ( 46' Van den Berg), Thomas, Saymak, Namli, Menig, Mokhtar ( 46' Ondaan)                  |
| 28e speelronde | PEC Zwolle | 3 – 4 (0 – 2)    | Feyenoord | Opstelling PEC Zwolle: |
| 18 maart 2017 Aanvangstijd: 16:45 uur Plaats: Zwolle MAC³PARK stadion Toeschouwers: 13.250 Scheidsrechter: Pol van Boekel                  | Mustafa Saymak 52' Piotr Parzyszek 85' (pen.), 88'                                                                                   | Wedstrijdverslag | 10', 15' Robin van Persie 51' Karim El Ahmadi 59' Steven Berghuis 78' Tonny Vilhena                                    | Boer , Ehizibue, Van den Berg, Freire, Ligeon, Dekker, Thomas, Saymak ( 72' Parzyszek), Namli, Menig ( 83' Ondaan), Mokhtar ( 83' Israelsson)                |
| 29e speelronde | PEC Zwolle | 2 – 0 (1 – 0)    | Sparta Rotterdam | Opstelling PEC Zwolle: |
| 31 maart 2018 Aanvangstijd: 18:30 uur Plaats: Zwolle MAC³PARK stadion Toeschouwers: 13.250 Scheidsrechter: Bas Nijhuis                     | Youness Mokhtar 2' Piotr Parzyszek 64'                                                                                               | Wedstrijdverslag | 28' Kenneth Dougall 60' Robert Mühren 61' Soufyan Ahannach                                                             | Boer, Ehizibue, Marcellis, Van den Berg, Van Polen , Thomas, Mokhtar ( 90+1' Benschop), Dekker, Namli, Parzyszek ( 88' Israelsson), Menig ( 68' Ondaan)      |
| 30e speelronde | Roda JC Kerkrade | 3 – 2 (2 – 1)    | PEC Zwolle | Opstelling PEC Zwolle: |
| 7 april 2018 Aanvangstijd: 19:45 uur Plaats: Kerkrade Parkstad Limburg Stadion Toeschouwers: 14.115 Scheidsrechter: Bas Kuipers            | Donis Avdijaj 3' 86' Simon Gustafson 8' Ognjen Gnjatić 32' Adil Auassar 36' Mikhail Rosheuvel 87'                                    | Wedstrijdverslag | 25' Younes Namli 40' Dirk Marcellis 47' Kingsley Ehizibue 85' Queensy Menig                                            | Boer, Ehizibue ( 81' Freire), Marcellis ( 46' Van den Berg), Sandler, Van Polen , Dekker, Thomas ( 65' Menig), Saymak, Namli, Parzyszek, Mokhtar             |
| 31e speelronde | PEC Zwolle | 1 – 1 (1 – 0)    | SBV Excelsior | Opstelling PEC Zwolle: |
| 14 april 2018 Aanvangstijd: 20:45 uur Plaats: Zwolle MAC³PARK stadion Toeschouwers: 13.028 Scheidsrechter: Christiaan Bax                  | Youness Mokhtar 17' Philippe Sandler 38' Kingsley Ehizibue 56'                                                                       | Wedstrijdverslag | 37' Jurgen Mattheij 57' (pen.) 84' Mike van Duinen 90+3' Anouar Hadouir                                                | Boer, Ehizibue, Van den Berg, Sandler, Van Polen , Dekker, Thomas, Saymak, Namli, Parzyszek ( 65' Ondaan), Mokhtar                                           |
| 32e speelronde | FC Twente | 2 – 0 (2 – 0)    | PEC Zwolle | Opstelling PEC Zwolle: |
| 17 april 2018 Aanvangstijd: 18:30 uur Plaats: Enschede De Grolsch Veste Toeschouwers: 24.900 Scheidsrechter: Pol van Boekel                | Jeroen van der Lely 21' Michaël Maria 35' Thomas Lam 39'                                                                             | Wedstrijdverslag | 31' Sepp van den Berg 60' Youness Mokhtar 63' Bram van Polen 80' Ryan Thomas                                           | Boer, Ehizibue, Van den Berg ( 57' Marcellis), Sandler, Van Polen , Dekker, Thomas, Saymak, Namli, Parzyszek ( 46' Menig), Mokhtar ( 68' Ondaan)             |
| 33e speelronde | PEC Zwolle | 0 – 1 (0 – 0)    | Willem II | Opstelling PEC Zwolle: |
| 29 april 2018 Aanvangstijd: 14:30 uur Plaats: Zwolle MAC³PARK stadion Toeschouwers: 13.055 Scheidsrechter: Rob Dieperink                   | Erik Bakker 89' | Wedstrijdverslag | 66' Ismail Azzaoui | Boer, Ehizibue, Marcellis, Sandler, Van Polen , Dekker ( 72' Freire), Thomas ( 36' Bakker), Saymak, Namli, Parzyszek ( 60' Menig), Mokhtar                   |
| 34e speelronde | AZ | 6 – 0 (1 – 0)    | PEC Zwolle | Opstelling PEC Zwolle: |
| 6 mei 2018 Aanvangstijd: 14:30 uur Plaats: Alkmaar AFAS Stadion Toeschouwers: 16.532 Scheidsrechter: Allard Lindhout                       | Alireza Jahanbakhsh 13', 52', 88' Fredrik Midtsjø 62' Wout Weghorst 76', 77'                                                         | Wedstrijdverslag | 35' Dirk Marcellis | Boer, Ehizibue, Van den Berg ( 46' Ondaan), Marcellis, Freire, Van Polen , Dekker ( 70' Israelsson), Sandler, Menig, Saymak, Mokhtar ( 61' Woudstra)         |

### KNVB beker
| 1e ronde | VV De Meern | 0 – 5 (0 – 3)                       | PEC Zwolle | Opstelling PEC Zwolle: |
| 21 september 2017 Aanvangstijd: 17:00 uur Plaats: De Meern Sportpark De Meern Toeschouwers: 700 Scheidsrechter: Serdar Gözübüyük | | Wedstrijdverslag                    | 11' Stefan Nijland 32' Younes Namli 39' (pen.) Piotr Parzyszek 67' Wouter Marinus 90+1' (pen.) Youness Mokhtar                     | Van der Hart, Ehizibue, Freire, Sandler ( 23' Marcellis), Van Polen , Bakker, Nijland ( 65' Ondaan), Thomas, Namli ( 46' Marinus), Parzyszek, Mokhtar             |
| 2e ronde | PEC Zwolle | 3 – 2 (2 - 2) (1 – 0) Na verlenging | Kozakken Boys | Opstelling PEC Zwolle: |
| 24 oktober 2017 Aanvangstijd: 19:45 uur Plaats: Zwolle MAC³PARK stadion Toeschouwers: 12.128 Scheidsrechter: Joey Kooij          | Younes Namli 8' Ryan Thomas 56' Philippe Sandler 77' Kingsley Ehizibue 86' Dirk Marcellis 91' Erik Bakker 105+2' (pen.) | Wedstrijdverslag                    | 15' Sanny Monteiro 52' Ahmed El Azzouti 84' Ahmad Mendes Moreira 88' 90+2' Gwaeron Stout 90+1' Toby Mulder 120+1' Julian Agatowski | Van der Hart, Ehizibue, Freire, Sandler ( 92' Dekker), Van Polen ( 70' Marcellis), Bakker, Saymak ( 61' Marinus), Thomas, Namli ( 87' Ondaan), Parzyszek, Mokhtar |
| Achtste finale | PEC Zwolle | 2 – 0 (1 – 0)                       | N.E.C. | Opstelling PEC Zwolle: |
| 19 december 2017 Aanvangstijd: 18:30 uur Plaats: Zwolle MAC³PARK stadion Toeschouwers: 10.124 Scheidsrechter: Björn Kuipers      | Erik Bakker 3' (pen.) Youness Mokhtar 20' Terell Ondaan 48'                                                             | Wedstrijdverslag                    | 2' Frank Sturing | Boer, Ehizibue ( 90+1' Woudstra), Dekker, Marcellis, Van Polen , Bakker, Saymak, Thomas ( 77' Marinus), Namli ( 82' Israelsson), Ondaan, Mokhtar                  |
| Kwartfinale | AZ | 4 – 1 (2 – 1)                       | PEC Zwolle | Opstelling PEC Zwolle: |
| 31 januari 2018 Aanvangstijd: 18:30 uur Plaats: Alkmaar AFAS Stadion Toeschouwers: 13.247 Scheidsrechter: Bas Nijhuis            | Wout Weghorst 21', 71' Guus Til 39' Oussama Idrissi 60'                                                                 | Wedstrijdverslag                    | 23' Youness Mokhtar 32' Wouter Marinus 54' Diederik Boer                                                                           | Boer , Ehizibue, Marcellis, Sandler, Bakker, Dekker, Marinus, Namli ( 72' Nijland), Ondaan ( 57' Van der Hart), Mokhtar ( 79' Israelsson)                         |

## Selectie en technische staf

### Selectie 2017/18
| Nr.           | Nat.                   | Naam                  | Competitie | Competitie | Beker      | Beker      | Totaal     | Totaal     | Contract tot | Seizoen    | Vorige club           | Debuut            |            |            |
| Nr.           | Nat.                   | Naam                  | W          |            | W          |            | W          |            | Contract tot | Seizoen    | Vorige club           | Debuut            |            |            |
| Doelmannen    | Doelmannen             | Doelmannen            | Doelmannen | Doelmannen | Doelmannen | Doelmannen | Doelmannen | Doelmannen | Doelmannen   | Doelmannen | Doelmannen            | Doelmannen        | Doelmannen | Doelmannen |
| ------------- | ---------------------- | --------------------- | ---------- | ---------- | ---------- | ---------- | ---------- | ---------- | ------------ | ---------- | --------------------- | ----------------- | ---------- | ---------- |
| 1             | Vlag van Nederland     | Diederik Boer         | 33         | 0          | 2          | 0          | 35         | 0          | 2019         | 15e        | AFC Ajax              | 8 maart 2003      |            |            |
| 16            | Vlag van Nederland     | Mickey van der Hart   | 1          | 0          | 3          | 0          | 4          | 0          | 2019         | 3e         | AFC Ajax              | 24 september 2015 |            |            |
| 25            | Vlag van Nederland     | Kevin Reimink         | 0          | 0          | 0          | 0          | 0          | 0          | Jeugd        | 1e         | Jeugd                 | –                 |            |            |
| 40            | Vlag van Nederland     | Mike Hauptmeijer      | 1          | 0          | 0          | 0          | 1          | 0          | 2018         | 2e         | Jeugd                 | 3 februari 2018   |            |            |
| Verdedigers   |                        |                       |            |            |            |            |            |            |              |            |                       |                   |            |            |
| 2             | Vlag van Nederland     | Bram van Polen        | 29         | 3          | 3          | 0          | 32         | 3          | 2018         | 12e        | SBV Vitesse           | 12 oktober 2007   |            |            |
| 3             | Vlag van Argentinië    | Nicolás Freire        | 18         | 1          | 3          | 0          | 21         | 1          | Huur         | 1e         | CA Torque             | 21 september 2017 |            |            |
| 3             | Vlag van Nederland     | Ted van de Pavert     | 0          | 0          | 0          | 0          | 0          | 0          | 2019         | 2e         | De Graafschap         | 6 augustus 2016   |            |            |
| 4             | Vlag van Nederland     | Dirk Marcellis        | 28         | 0          | 4          | 0          | 32         | 0          | 2020         | 3e         | NAC Breda             | 12 augustus 2015  |            |            |
| 5             | Vlag van Nederland     | Dico Koppers          | 2          | 0          | 0          | 0          | 2          | 0          | 2019         | 1e         | Willem II             | 20 augustus 2017  |            |            |
| 13            | Vlag van Nederland     | Philippe Sandler      | 23         | 0          | 3          | 1          | 26         | 1          | 2020         | 2e         | AFC Ajax (Jeugd)      | 13 augustus 2016  |            |            |
| 17            | Vlag van Tsjechië      | Josef Kvída           | 0          | 0          | 0          | 0          | 0          | 0          | 2018         | 3e         | 1. FK Příbram         | 4 december 2016   |            |            |
| 20            | Vlag van Nederland     | Kingsley Ehizibue     | 33         | 1          | 4          | 0          | 37         | 1          | 2020         | 4e         | Jeugd                 | 13 december 2014  |            |            |
| 22            | Vlag van Nederland     | Bart Schenkeveld      | 0          | 0          | 0          | 0          | 0          | 0          | 2018         | 3e         | Heracles Almelo       | 12 augustus 2015  |            |            |
| 24            | Vlag van Nederland     | Ruben Ligeon          | 4          | 0          | 0          | 0          | 4          | 0          | 2020         | 1e         | Slovan Bratislava     | 27 januari 2018   |            |            |
| 29            | Vlag van Nederland     | Sander van Looy       | 1          | 0          | 0          | 0          | 1          | 0          | 2018         | 3e         | Jeugd                 | 22 december 2017  |            |            |
| 33            | Vlag van Nederland     | Sepp van den Berg     | 7          | 0          | 0          | 0          | 7          | 0          | 2020         | 1e         | Jeugd                 | 11 maart 2018     |            |            |
| 34            | Vlag van Nederland     | Joran Swart           | 0          | 0          | 0          | 0          | 0          | 0          | Jeugd        | 1e         | Jeugd                 | —                 |            |            |
| 35            | Vlag van Nederland     | Shaquile Woudstra     | 4          | 0          | 1          | 0          | 5          | 0          | Jeugd        | 1e         | Jong FC Twente        | 9 december 2017   |            |            |
| 45            | Vlag van Nederland     | Mark Bruintjes        | 1          | 0          | 0          | 0          | 1          | 0          | Jeugd        | 3e         | Jeugd                 | 14 februari 2016  |            |            |
| Middenvelders |                        |                       |            |            |            |            |            |            |              |            |                       |                   |            |            |
| 6             | Vlag van Nederland     | Mustafa Saymak        | 31         | 11         | 2          | 0          | 33         | 11         | 2018         | 7e         | Jeugd                 | 5 augustus 2011   |            |            |
| 8             | Vlag van Nederland     | Wouter Marinus        | 13         | 1          | 4          | 1          | 17         | 2          | 2019         | 4e         | sc Heerenveen (Jeugd) | 12 augustus 2015  |            |            |
| 14            | Vlag van Zweden        | Erik Israelsson       | 12         | 0          | 2          | 0          | 14         | 0          | 2019         | 2e         | Hammarby IF           | 5 februari 2017   |            |            |
| 19            | Vlag van Nederland     | Rick Dekker           | 30         | 0          | 3          | 0          | 33         | 0          | 2020         | 4e         | Feyenoord (Jeugd)     | 5 oktober 2014    |            |            |
| 21            | Vlag van Denemarken    | Younes Namli          | 32         | 5          | 4          | 2          | 36         | 7          | 2020         | 1e         | sc Heerenveen         | 13 augustus 2017  |            |            |
| 23            | Vlag van Nederland     | Erik Bakker           | 20         | 1          | 4          | 1          | 24         | 2          | 2019         | 5e         | SC Cambuur            | 10 augustus 2007  |            |            |
| 27            | Vlag van Nederland     | Tijjani Reijnders     | 1          | 0          | 0          | 0          | 1          | 0          | Jeugd        | 1e         | Jeugd                 | 13 augustus 2017  |            |            |
| 30            | Vlag van Nieuw-Zeeland | Ryan Thomas           | 30         | 1          | 3          | 0          | 33         | 1          | 2019         | 5e         | Western Suburbs       | 2 november 2013   |            |            |
| 31            | Vlag van Nederland     | Bas van Wijnen        | 0          | 0          | 0          | 0          | 0          | 0          | 2019         | 1e         | Jeugd                 | 14 mei 2017       |            |            |
| Aanvallers    |                        |                       |            |            |            |            |            |            |              |            |                       |                   |            |            |
| 7             | Vlag van Nederland     | Youness Mokhtar       | 32         | 8          | 4          | 2          | 36         | 10         | 2018         | 5e         | Al-Nassr              | 25 augustus 2012  |            |            |
| 9             | Vlag van Nederland     | Anass Achahbar        | 0          | 0          | 0          | 0          | 0          | 0          | 2020         | 2e         | Feyenoord             | 6 augustus 2016   |            |            |
| 9             | Vlag van Polen         | Piotr Parzyszek       | 23         | 5          | 2          | 1          | 25         | 6          | 2020         | 1e         | De Graafschap         | 13 augustus 2017  |            |            |
| 10            | Vlag van Nederland     | Stefan Nijland        | 16         | 1          | 2          | 1          | 18         | 2          | 2018         | 5e         | PSV                   | 10 augustus 2013  |            |            |
| 11            | Vlag van Nederland     | Terell Ondaan         | 28         | 1          | 4          | 1          | 32         | 2          | 2020         | 1e         | SBV Excelsior         | 9 september 2017  |            |            |
| 15            | Vlag van Griekenland   | Athanasios Karagounis | 1          | 0          | 0          | 0          | 1          | 0          | 2018         | 5e         | Atromitos FC          | 18 januari 2014   |            |            |
| 17            | Vlag van Nederland     | Queensy Menig         | 13         | 1          | 0          | 0          | 13         | 1          | Huur         | 3e         | FC Nantes             | 12 augustus 2015  |            |            |
| 28            | Vlag van Nederland     | Rogier Benschop       | 2          | 0          | 0          | 0          | 2          | 0          | Jeugd        | 1e         | Jeugd                 | 22 december 2017  |            |            |
| Nr.           | Nat.                   | Naam                  | W          |            | W          |            | W          |            | Contract     | Seizoen    | Vorige club           | Debuut            |            |            |
| Nr.           | Nat.                   | Naam                  | Competitie | Competitie | Beker      | Beker      | Totaal     | Totaal     | Contract     | Seizoen    | Vorige club           | Debuut            |            |            |

### Legenda
| # | Reden                                          |
| - | ---------------------------------------------- |
|   | Heeft de club in het lopende seizoen verlaten. |
|   | Heeft de club op huurbasis verlaten.           |

### Technische staf
| Naam                | Functie           |
| ------------------- | ----------------- |
| John van 't Schip   | Hoofdtrainer      |
| Gert Peter de Gunst | Assistent-trainer |
| Dwight Lodeweges    | Assistent-trainer |
| Sjaak Storm         | Keeperstrainer    |

## Statistieken PEC Zwolle 2017/2018

### Eindstand PEC Zwolle in de Nederlandse Eredivisie 2017 / 2018
| Stand | Gespeeld | Gewonnen | Gelijk | Verloren | Punten | Doelpunten voor | Doelpunten tegen | Gele kaarten | Rode kaarten |
| ----- | -------- | -------- | ------ | -------- | ------ | --------------- | ---------------- | ------------ | ------------ |
| 9e    | 34       | 12       | 8      | 14       | 44     | 42              | 54               | 56           | 1            |

### Topscorers
| #              | Naam                            | Goal |
| -------------- | ------------------------------- | ---- |
| 1.             | Mustafa Saymak                  | 11   |
| 2.             | Youness Mokhtar                 | 8    |
| 3.             | Younes Namli                    | 5    |
| 3.             | Piotr Parzyszek                 | 5    |
| 5.             | Bram van Polen                  | 3    |
| 6.             | Erik Bakker                     | 1    |
| 6.             | Kingsley Ehizibue               | 1    |
| 6.             | Nicolás Freire                  | 1    |
| 6.             | Dirk Marcellis                  | 1    |
| 6.             | Wouter Marinus                  | 1    |
| 6.             | Queensy Menig                   | 1    |
| 6.             | Stefan Nijland                  | 1    |
| 6.             | Terell Ondaan                   | 1    |
| 6.             | Ryan Thomas                     | 1    |
| Eigen doelpunt |                                 |      |
|                | Adil Auassar (Roda JC Kerkrade) | 1    |
| Totaal         | Totaal                          | 42   |

| #      | Naam             | Goal |
| ------ | ---------------- | ---- |
| 1.     | Wouter Marinus   | 2    |
| 1.     | Youness Mokhtar  | 2    |
| 1.     | Younes Namli     | 2    |
| 4.     | Erik Bakker      | 1    |
| 4.     | Stefan Nijland   | 1    |
| 4.     | Terell Ondaan    | 1    |
| 4.     | Piotr Parzyszek  | 1    |
| 4.     | Philippe Sandler | 1    |
| Totaal | Totaal           | 11   |

| #                                | Naam                               | Goal |
| -------------------------------- | ---------------------------------- | ---- |
| 1.                               | Piotr Parzyszek                    | 6    |
| 2.                               | Erik Israelsson                    | 4    |
| 2.                               | Youness Mokhtar                    | 4    |
| 4.                               | Terell Ondaan                      | 3    |
| 4.                               | Mustafa Saymak                     | 3    |
| 6.                               | Kingsley Ehizibue                  | 2    |
| 6.                               | Ted van de Pavert                  | 2    |
| 8.                               | Erik Bakker                        | 1    |
| 8.                               | Mark Bruintjes                     | 1    |
| 8.                               | Isaac Christie-Davies (Testspeler) | 1    |
| 8.                               | Adham El Idrissi (Testspeler)      | 1    |
| 8.                               | Ruben Ligeon                       | 1    |
| 8.                               | Younes Namli                       | 1    |
| 8.                               | Stefan Nijland                     | 1    |
| 8.                               | Bram van Polen                     | 1    |
| 8.                               | Ryan Thomas                        | 1    |
| Eigen doelpunten                 |                                    |      |
|                                  | Onbekend (SC Genemuiden)           | 1    |
| Chris Reher (Sportfreunde Lotte) |                                    | 1    |
| Totaal                           | Totaal                             | 36   |

### Kaarten
| #      | Naam              | Kreeg geel |
| ------ | ----------------- | ---------- |
| 1.     | Kingsley Ehizibue | 7          |
| 1.     | Dirk Marcellis    | 7          |
| 3.     | Youness Mokhtar   | 6          |
| 3.     | Bram van Polen    | 6          |
| 5.     | Erik Bakker       | 4          |
| 5.     | Rick Dekker       | 4          |
| 5.     | Stefan Nijland    | 4          |
| 5.     | Philippe Sandler  | 4          |
| 9.     | Ryan Thomas       | 3          |
| 10.    | Sepp van den Berg | 2          |
| 10.    | Nicolás Freire    | 2          |
| 10.    | Younes Namli      | 2          |
| 10.    | Mustafa Saymak    | 2          |
| 14.    | Diederik Boer     | 1          |
| 14.    | Dico Koppers      | 1          |
| 14.    | Wouter Marinus    | 1          |
| Totaal | Totaal            | 56         |

| #      | Naam        | Kreeg voor de tweede keer geel en dus rood |
| ------ | ----------- | ------------------------------------------ |
| –      | Geen speler | 0                                          |
| Totaal | Totaal      | 0                                          |

| #      | Naam                | Weggestuurd |
| ------ | ------------------- | ----------- |
| 1.     | Mickey van der Hart | 1           |
| Totaal | Totaal              | 1           |

### Punten per speelronde
| Speelronde | 1 | 2 | 3 | 4 | 5 | 6 | 7 | 8 | 9 | 10 | 11 | 12 | 13 | 14 | 15 | 16 | 17 | 18 | 19 | 20 | 21 | 22 | 23 | 24 | 25 | 26 | 27 | 28 | 29 | 30 | 31 | 32 | 33 | 34 |
| ---------- | - | - | - | - | - | - | - | - | - | -- | -- | -- | -- | -- | -- | -- | -- | -- | -- | -- | -- | -- | -- | -- | -- | -- | -- | -- | -- | -- | -- | -- | -- | -- |
| Punten     | 3 | 1 | 3 | 0 | 3 | 1 | 3 | 1 | 3 | 3  | 1  | 0  | 3  | 1  | 3  | 1  | 3  | 0  | 3  | 0  | 0  | 3  | 0  | 0  | 0  | 1  | 0  | 0  | 3  | 0  | 1  | 0  | 0  | 0  |

### Punten na speelronde
| Speelronde | 1 | 2 | 3 | 4 | 5  | 6  | 7  | 8  | 9  | 10 | 11 | 12 | 13 | 14 | 15 | 16 | 17 | 18 | 19 | 20 | 21 | 22 | 23 | 24 | 25 | 26 | 27 | 28 | 29 | 30 | 31 | 32 | 33 | 34 |
| ---------- | - | - | - | - | -- | -- | -- | -- | -- | -- | -- | -- | -- | -- | -- | -- | -- | -- | -- | -- | -- | -- | -- | -- | -- | -- | -- | -- | -- | -- | -- | -- | -- | -- |
| Punten     | 3 | 4 | 7 | 7 | 10 | 11 | 14 | 15 | 18 | 21 | 22 | 22 | 25 | 26 | 29 | 30 | 33 | 33 | 36 | 36 | 36 | 39 | 39 | 39 | 39 | 40 | 40 | 40 | 43 | 43 | 44 | 44 | 44 | 44 |

### Stand na speelronde
| Speelronde | 1  | 2  | 3  | 4  | 5  | 6  | 7  | 8  | 9  | 10 | 11 | 12 | 13 | 14 | 15 | 16 | 17 | 18 | 19 | 20 | 21 | 22 | 23 | 24 | 25 | 26 | 27 | 28 | 29 | 30 | 31 | 32 | 33 | 34 |
| ---------- | -- | -- | -- | -- | -- | -- | -- | -- | -- | -- | -- | -- | -- | -- | -- | -- | -- | -- | -- | -- | -- | -- | -- | -- | -- | -- | -- | -- | -- | -- | -- | -- | -- | -- |
| Stand      | 4e | 6e | 3e | 9e | 7e | 6e | 4e | 5e | 4e | 3e | 3e | 4e | 4e | 4e | 4e | 4e | 4e | 4e | 4e | 5e | 5e | 5e | 5e | 6e | 6e | 7e | 7e | 7e | 6e | 6e | 7e | 8e | 8e | 9e |

### Doelpunten per speelronde
| Speelronde | 1 | 2 | 3 | 4 | 5 | 6 | 7 | 8 | 9 | 10 | 11 | 12 | 13 | 14 | 15 | 16 | 17 | 18 | 19 | 20 | 21 | 22 | 23 | 24 | 25 | 26 | 27 | 28 | 29 | 30 | 31 | 32 | 33 | 34 | Totaal |
| ---------- | - | - | - | - | - | - | - | - | - | -- | -- | -- | -- | -- | -- | -- | -- | -- | -- | -- | -- | -- | -- | -- | -- | -- | -- | -- | -- | -- | -- | -- | -- | -- | ------ |
| Doelpunten | 4 | 1 | 2 | 0 | 2 | 1 | 3 | 0 | 2 | 2  | 0  | 0  | 2  | 1  | 2  | 1  | 3  | 0  | 1  | 1  | 0  | 3  | 1  | 0  | 1  | 1  | 0  | 3  | 2  | 2  | 1  | 0  | 0  | 0  | 42     |

### Toeschouwersaantal per speelronde
| Speelronde | 1      | 2      | 3      | 4      | 5      | 6      | 7      | 8      | 9      | 10     | 11     | 12     | 13     | 14     | 15     | 16     | 17     | Totaal  | Gemiddeld |
| ---------- | ------ | ------ | ------ | ------ | ------ | ------ | ------ | ------ | ------ | ------ | ------ | ------ | ------ | ------ | ------ | ------ | ------ | ------- | --------- |
| Thuis      | 13.000 | –      | 12.800 | –      | 12.500 | –      | 13.160 | –      | –      | 13.030 | –      | 13.250 | –      | 13.250 | –      | 12.875 | –      | 103.865 | 12.983    |
| Uit        | –      | 10.012 | –      | 50.902 | –      | 6.621  | –      | 47.500 | 18.423 | –      | 15.417 | –      | 20.832 | –      | 4.069  | –      | 12.900 | 186.676 | 20.742    |
| Speelronde | 18     | 19     | 20     | 21     | 22     | 23     | 24     | 25     | 26     | 27     | 28     | 29     | 30     | 31     | 32     | 33     | 34     | Totaal  | Gemiddeld |
| Thuis      | –      | 13.120 | 13.115 | –      | 12.920 | –      | 13.250 | –      | 12.985 | –      | 13.250 | 13.250 | –      | 13.028 | –      | 13.055 | –      | 117.973 | 13.108    |
| Uit        | 11.107 | –      | –      | 32.800 | –      | 17.301 | –      | 9.031  | –      | 17.896 | –      | –      | 14.115 | –      | 24.900 | –      | 16.532 | 143.682 | 17.960    |
|            |        |        |        |        |        |        |        |        |        |        |        |        |        |        |        |        |        | 552.196 | 16.241    |

## Mutaties

### Zomer

#### Aangetrokken
| Nr. | Nat. | Naam            | Van            | Type         | Contract     | Transfersom | Bijzonderheid          |
| --- | ---- | --------------- | -------------- | ------------ | ------------ | ----------- | ---------------------- |
| 23  | NL   | Erik Bakker     | SC Cambuur     | Transfervrij | 30 juni 2019 | n.v.t.      | –                      |
| 16  | NL   | Diederik Boer   | AFC Ajax       | Transfervrij | 30 juni 2019 | n.v.t.      | –                      |
| 3   | AR   | Nicolás Freire  | CA Torque      | Op huurbasis | 30 juni 2019 | n.v.t.      | –                      |
| 5   | NL   | Dico Koppers    | Willem II      | Transfervrij | 30 juni 2019 | n.v.t.      | –                      |
| 21  | DK   | Younes Namli    | sc Heerenveen  | Transfervrij | 30 juni 2020 | n.v.t.      | –                      |
| 11  | NL   | Terell Ondaan   | BB Erzurumspor | Transfervrij | 30 juni 2018 | n.v.t.      | Optie voor één seizoen |
| 9   | PL   | Piotr Parzyszek | De Graafschap  | Transfervrij | 30 juni 2020 | n.v.t.      | –                      |
| 31  | NL   | Bas van Wijnen  | Jeugd          | –            | 30 juni 2019 | n.v.t.      | –                      |

#### Vertrokken
| Nr. | Nat. | Naam                 | Naar                | Type               | Transfersom | Wed. | Dlpt. |
| --- | ---- | -------------------- | ------------------- | ------------------ | ----------- | ---- | ----- |
| 9   | NL   | Anass Achahbar       | N.E.C.              | Op huurbasis       | n.v.t.      | 20   | 1     |
| 16  | BE   | Kevin Begois         | FC Groningen        | Transfervrij       | n.v.t.      | 32   | 0     |
| 15  | NL   | Ouasim Bouy          | Juventus FC         | Einde huurcontract | n.v.t.      | 42   | 4     |
| 44  | DK   | Nicolai Brock-Madsen | Birmingham City FC  | Einde huurcontract | n.v.t.      | 26   | 10    |
| 18  | BR   | Gustavo Hebling      | Paris Saint-Germain | Einde huurcontract | n.v.t.      | 11   | 0     |
| 23  | NL   | Danny Holla          | FC Twente           | Transfervrij       | n.v.t.      | 53   | 11    |
| 17  | CZ   | Josef Kvída          | Almere City FC      | Op huurbasis       | n.v.t.      | 2    | 0     |
| 98  | MA   | Hachim Mastour       | AC Milan            | Einde huurcontract | n.v.t.      | 6    | 0     |
| 11  | NL   | Queensy Menig        | AFC Ajax            | Einde huurcontract | n.v.t.      | 57   | 12    |
| 35  | FR   | Hervin Ongenda       | Onbekend            | Contract ontbonden | n.v.t.      | 3    | 0     |
| 3   | NL   | Ted van de Pavert    | N.E.C.              | Op huurbasis       | n.v.t.      | 26   | 2     |
| 27  | NL   | Tijjani Reijnders    | AZ                  | Transfer           | Onbekend    | 1    | 0     |
| 22  | NL   | Bart Schenkeveld     | Melbourne City FC   | Transfervrij       | n.v.t.      | 34   | 1     |
| 5   | NL   | Calvin Verdonk       | Feyenoord           | Einde huurcontract | n.v.t.      | 17   | 0     |
| 21  | NL   | Django Warmerdam     | AFC Ajax            | Einde huurcontract | n.v.t.      | 29   | 4     |

#### Statistieken transfers zomer
| Gekochte spelers | Verkochte spelers | Gehuurde spelers | Verhuurde spelers | Spelers terug van verhuurperiode | Spelers einde van huurperiode | Transfervrij aangetrokken spelers | Transfervrij vertrokken spelers | Doorgestroomde jeugdspelers |
| ---------------- | ----------------- | ---------------- | ----------------- | -------------------------------- | ----------------------------- | --------------------------------- | ------------------------------- | --------------------------- |
| 0                | 1                 | 1                | 3                 | 0                                | 8                             | 5                                 | 4                               | 1                           |

### Winter

#### Aangetrokken
| Nr. | Nat. | Naam          | Van               | Type         | Contract     | Transfersom | Bijzonderheid |
| --- | ---- | ------------- | ----------------- | ------------ | ------------ | ----------- | ------------- |
| 24  | NL   | Ruben Ligeon  | Slovan Bratislava | Transfervrij | 30 juni 2020 | n.v.t.      | –             |
| 17  | NL   | Queensy Menig | FC Nantes         | Op huurbasis | 30 juni 2018 | n.v.t.      | –             |

#### Statistieken transfers winter
| Gekochte spelers | Verkochte spelers | Gehuurde spelers | Verhuurde spelers | Spelers terug van verhuurperiode | Spelers einde van huurperiode | Transfervrij aangetrokken spelers | Transfervrij vertrokken spelers | Doorgestroomde jeugdspelers |
| ---------------- | ----------------- | ---------------- | ----------------- | -------------------------------- | ----------------------------- | --------------------------------- | ------------------------------- | --------------------------- |
| 0                | 0                 | 1                | 0                 | 0                                | 0                             | 1                                 | 0                               | 0                           |

## Galerij

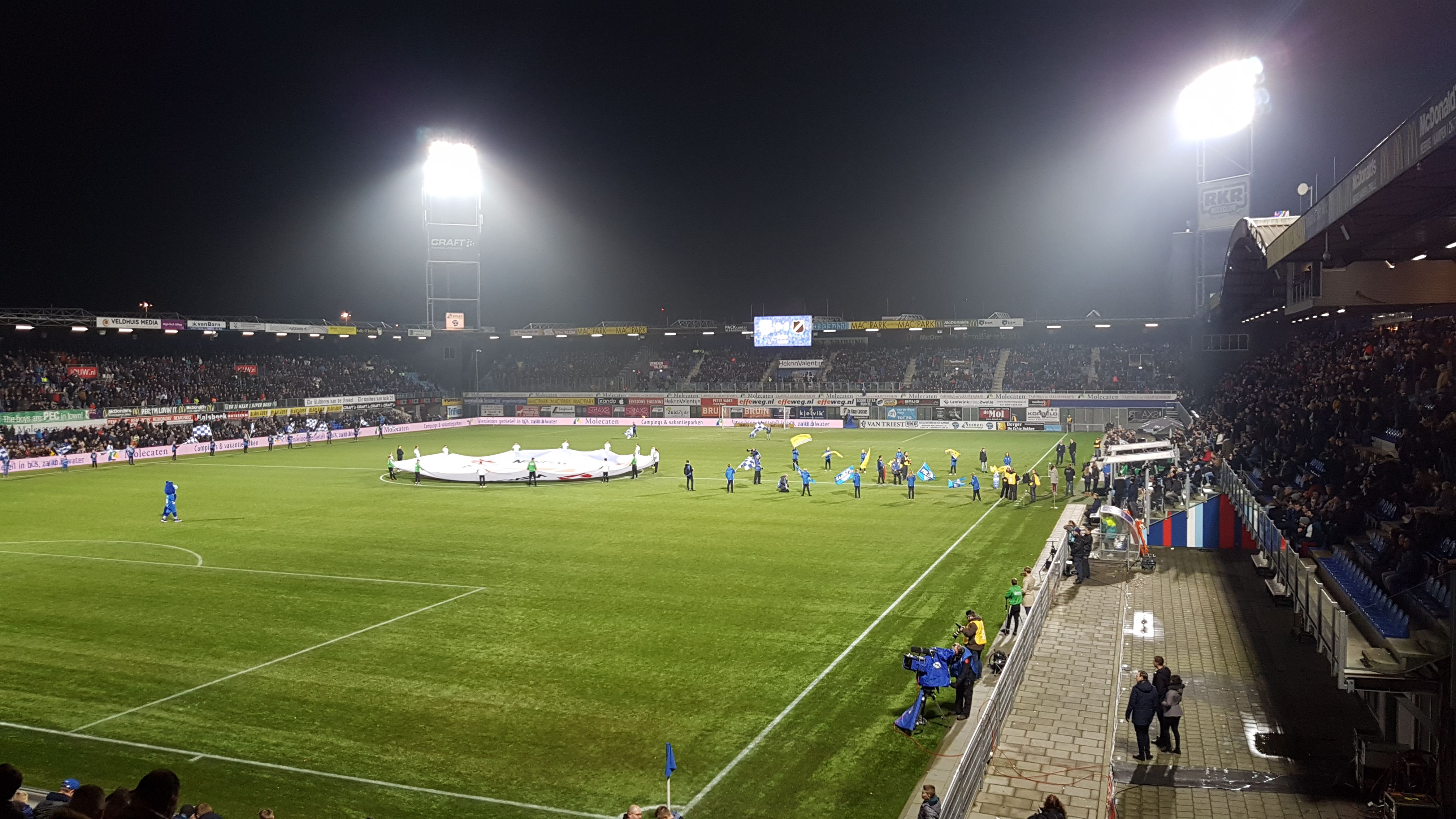
PEC Zwolle - NAC Breda
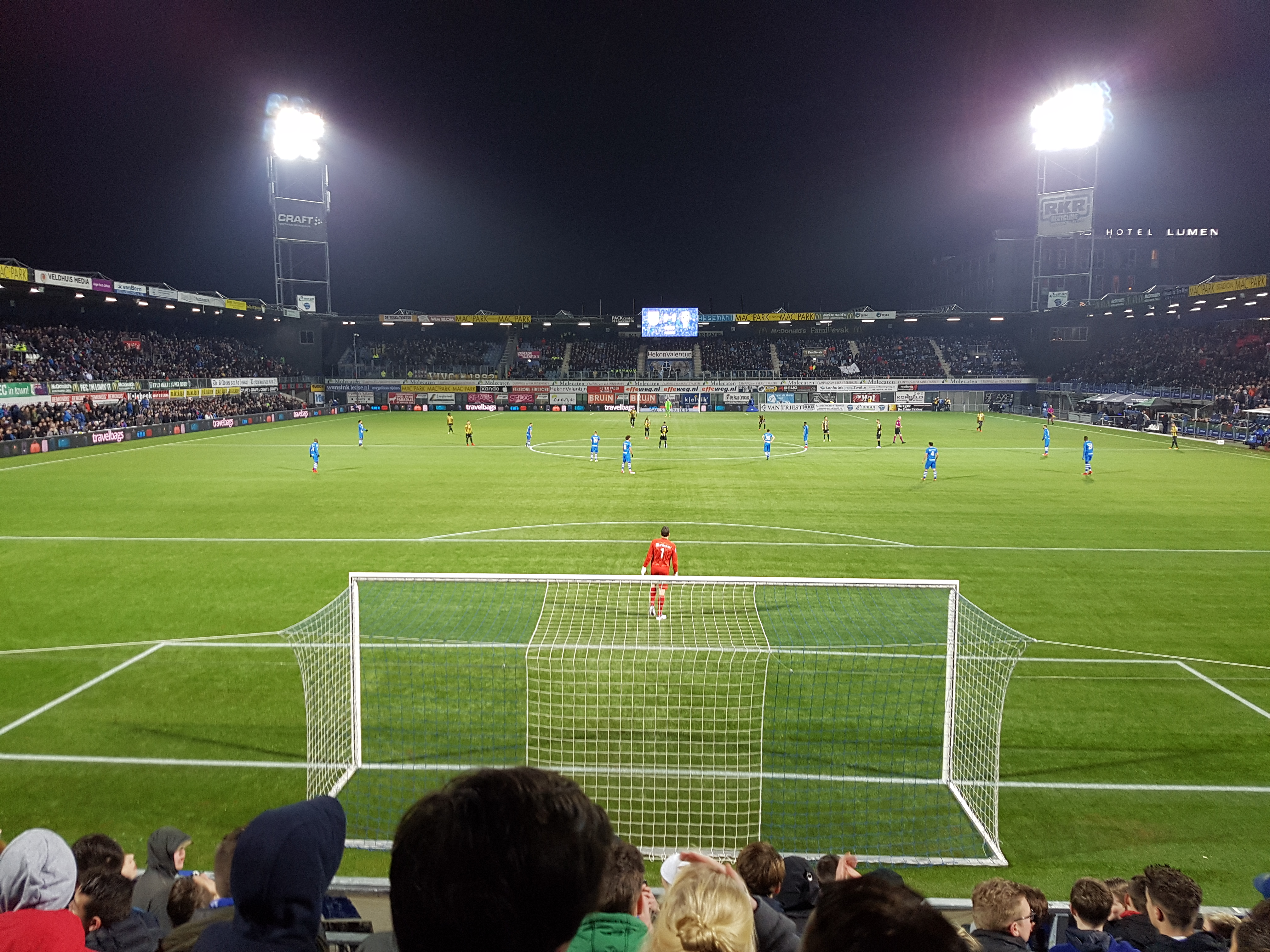
PEC Zwolle - Vitesse
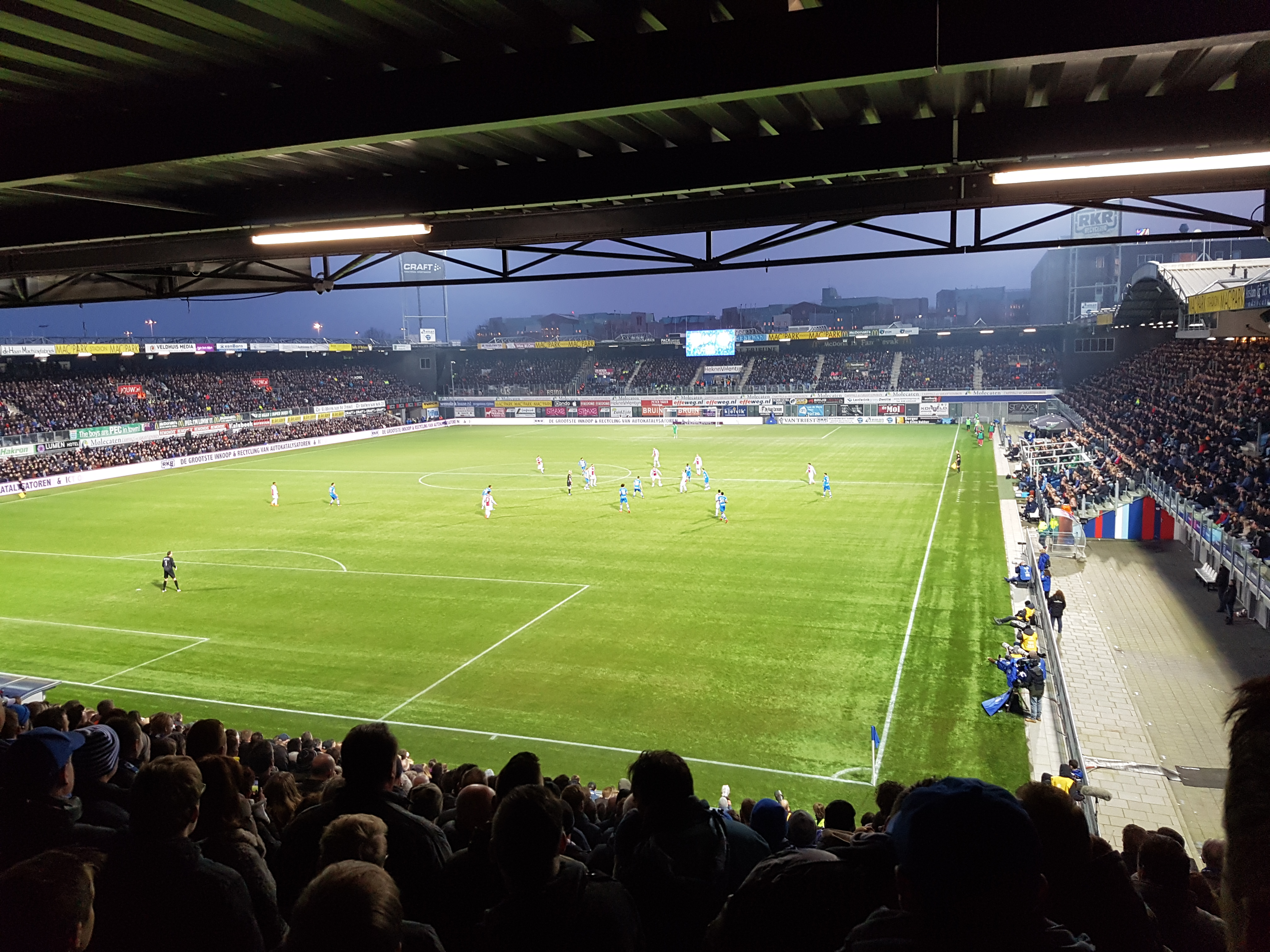
PEC Zwolle - AFC Ajax
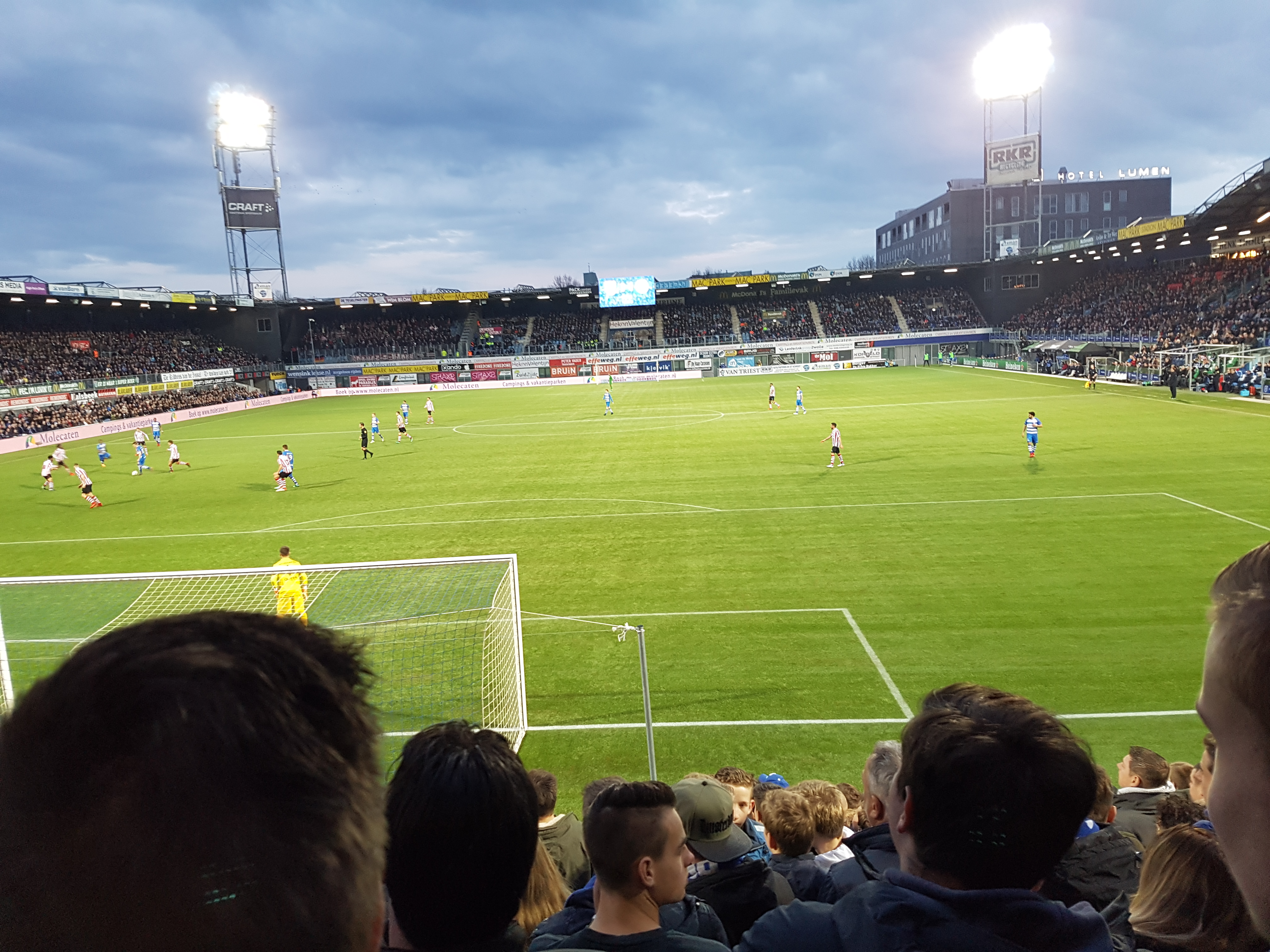
PEC Zwolle - Sparta Rotterdam
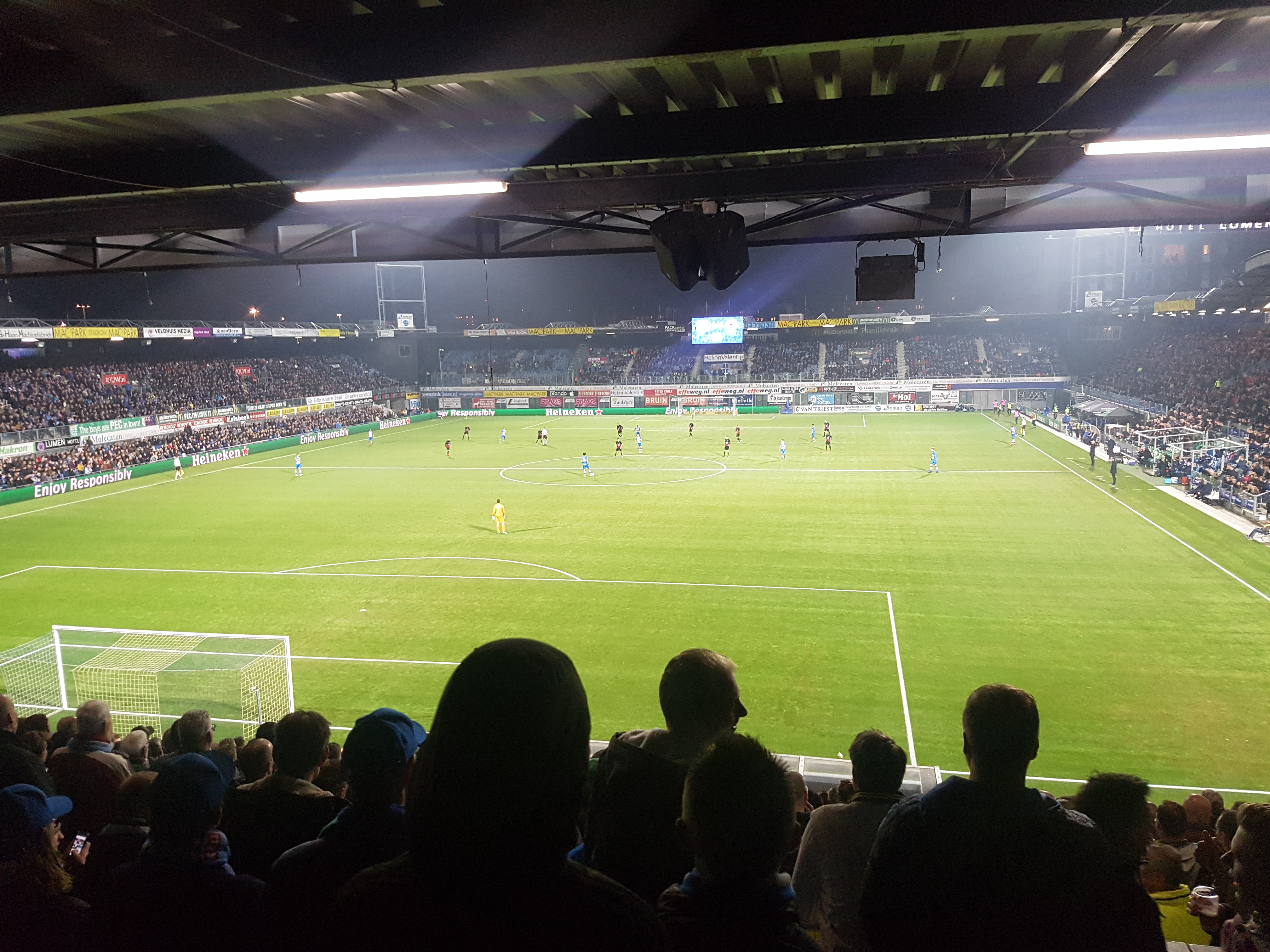
PEC Zwolle - Excelsior

## Voetnoten
ADO Den Haag ·
Ajax ·
AZ ·
Excelsior ·
Feyenoord ·
FC Groningen ·
sc Heerenveen ·
Heracles Almelo ·
NAC Breda ·
PEC Zwolle · 
PSV ·
Roda JC Kerkrade ·
Sparta Rotterdam ·
FC Twente ·
FC Utrecht ·
Vitesse ·
VVV-Venlo ·
Willem II